# ایتالیا در ۲۰۲۲
ایتالیا در ۲۰۲۲ گاه‌شماری از مهم‌ترین رویدادها در سال ۲۰۲۲ در کشور ایتالیا است.

## حاکمان
رئیس: سرجیو ماتارلا
نخست‌وزیر: ماریو دراگی

## رویدادها
رویدادهای کنونی - دنیاگیری کووید-۱۹ در ایتالیا
در حال انجام - اعتراضات به سیاست‌های COVID-19 در ایتالیا

### ژانویه
- ۱ ژانویه: علیرغم ممنوعیت عمومی استفاده نکردن از بشکه‌های سال نو در سراسر ایتالیا، ۱۴ نفر پس از استفاده از آتش‌سوزی‌های غیرمجاز به شدت مجروح شدند.[۱]